# Kasumigaura
Kasumigaura (かすみがうら市 -shi) é uma cidade japonesa localizada na província de Ibaraki.
Em 1 de Março de 2005 a cidade tinha uma população estimada em 45 373 habitantes e uma densidade populacional de 382 h/km². Tem uma área total de 118,77 km².
Recebeu o estatuto de cidade a 28 de Março de 2005.